# Magyarmádalja
Magyarmádalja è un comune dell'Ungheria di 192 abitanti (dati 2001). È situato nella contea di Vas.